# جيمس أودونيل كوين
جيمس أودونيل كوين هو سياسي كندي، ولد في 1906. حزبياً، نشط في الحزب الديمقراطي الجديد في كولومبيا البريطانية ‏.